# Тлапа-де-Комонфорт
Тлапа-де-Комонфорт (исп. Tlapa de Comonfort) — город в муниципалитете Тлапа-де-Комонфорт Мексики, входит в штат Герреро. Население 37 975 человек.

## История
Город основан в 1467 году .